# آنا سانابریا
آنا سانابریا (انگلیسی: Ana Sanabria؛ زادهٔ ۲ مهٔ ۱۹۹۰) دوچرخه‌سوار اهل کلمبیا است.